# دهستان قائم‌آباد (شهریار)
شهر قاسم‌آباد در بخش مرکزی شهرستان شهریار استان تهران قرار دارد.

## روستاها
ویره - محمدآباد - شهرک مصطفی خمینی - محمود آباد - خلج آباد 